# Желязков, Здравко
Здра́вко Желя́зков (болг. Здравко Желязков; 20 января 1953, Кырджали, НРБ) — болгарский поп-певец, участник дуэта «Ритон» (в нём известен мононимно, как Здравко).

## Биография
Родился 20 января 1953 года в Кырджали. Выпускник эстрадного отделения Болгарской музыкальной академии (1977). Там он познакомился с Екатериной Михайловой и вместе они основали дуэт «Ритон».
Дуэт существовал как «Студия 2» в 1977 году (в 1978 году оба они работали в Польше и участвовали в международной концертной программе «Мелодия Друзей» в СССР). Любен Цветков, который был лидером студенческой группы «Тонус», пишет первые песни для «Ритона» и дуэт дебютирует с песней «Вы должны ждать» (музыка — Зорница Попова).
В середине 1990-х годов они сотрудничали с Александром Кипровым, Денни Драгановым и Чочо Владовским. Песня «Огонь и дым» выиграла Гран-при «Золотой Орфей» (1997) и 2-й приз фестиваля «Интерфест» в Македонии. В том же году песня «Пиратский корабль» получила награду «Бургас и море». В России их часто приглашают друзья Алла Пугачёва и Филипп Киркоров, где они также весьма популярны. В 1998 году они получили Специальный приз от Союза музыкантов «Золотой Орфей» за песню «С друзьями лучше».
В 2001 году Ритон был выбран в качестве дуэта года на «Мело ТВ Мания». Также «Ритон» является первым дуэтом выпустившем DVD, в одном из которых были представлены их лучшие видеоклипы, а другой — избранные концертные записи. В 2005 году они приняли участие в юбилее композитора Кирилла Икономова и исполнили его самую последнюю песню «Дай шанс», а в конце 2007 года они отпраздновали своё 30-летие на сцене с большим концертом в зале Первого Национального дворца культуры с новым двойным альбомом «Две звезды».

## Личная жизнь
Женат с 23 декабря 1978 года на Екатерине Михайловой.